# (7532) Pelhřimov
7532 Pelhrimov (1995 UR1) – planetoida z pasa głównego asteroid okrążająca Słońce w ciągu 4,27 lat w średniej odległości 2,63 j.a. Odkryta 22 października 1995 roku.